# Treppiede (chimica)

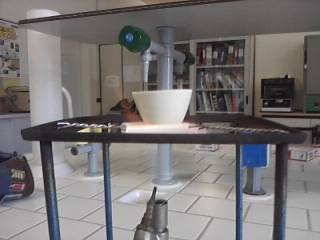
Utilizzo comune di un treppiede con un triangolo di refrattario

Il treppiede è un supporto metallico utilizzato all'interno dei laboratori chimici con la funzione di sostenere becher, beute e crogioli di porcellana sottoposti a riscaldamento tramite Becco di Bunsen. 
Generalmente al centro è presente una piastra o un triangolo in materiale refrattario (generalmente in silice o composti silico-alluminosi) grazie al quale non si ha la sua degradazione.
La piastra, grazie alla sua capacità di poter uniformare la temperatura, è usata per riscaldare i contenitori in vetro.
Al contrario, il triangolo è usato con i contenitori in porcellana, i quali resistono meglio agli sbalzi termici e hanno un maggiore punto di fusione rispetto al vetro.